# Pfarrkirche Guter Hirte (Linz)

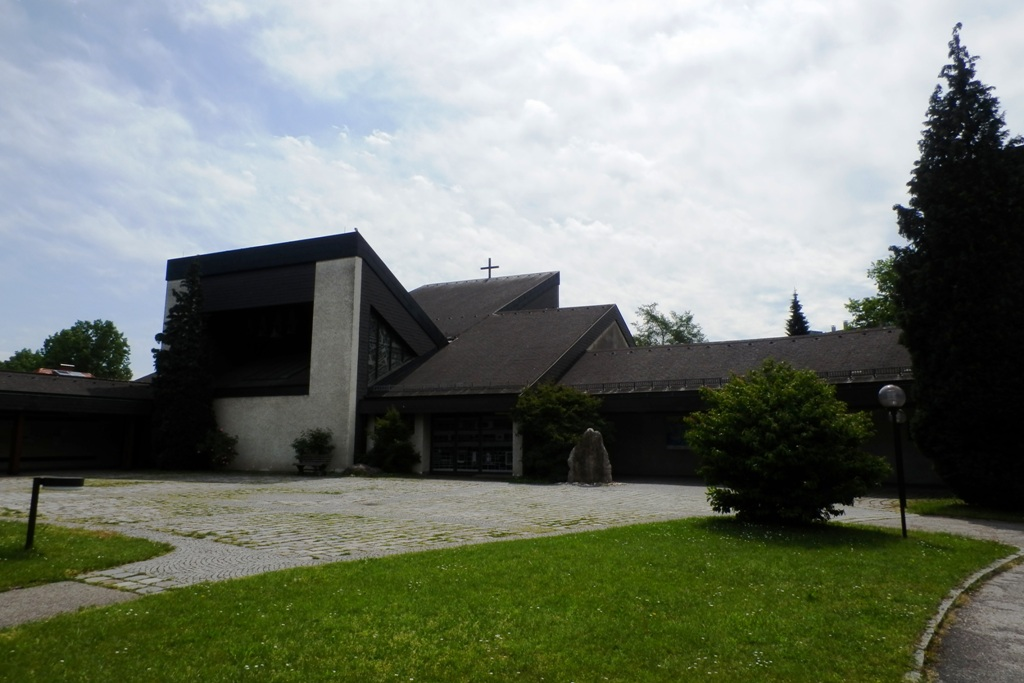
Pfarrkirche Guter Hirte, Neue Heimat

Die Pfarrkirche Linz-Guter Hirte steht im Linzer Stadtteil Neue Heimat, Kleinmünchen in Oberösterreich. Die römisch-katholische Pfarrkirche Guter Hirte gehört zum Dekanat Linz-Süd in der Diözese Linz.

## Geschichte
Die erste Kirche, ein Holzbau, wurde 1950 als Expositur der Pfarrkirche Kleinmünchen für den neu entstandenen Stadtteil Neue Heimat errichtet. Die heutige Kirche wurde 1976 bis 1978 nach Plänen von Gottfried Nobl und Othmar Kainz erbaut und 1979 zur eigenständigen Pfarre erhoben.
Die Glasfenster wurden von Rudolf Kolbitsch gestaltet. Die Figur des Guten Hirten stammt von Jakob Adlhart, die Kreuzwegreliefs von Leopold Hollnbuchner. Die Orgel stammt von Friedrich Heftner aus dem Jahr 1988.